# Duty
『Duty』（デューティー）は、日本の歌手・浜崎あゆみの3枚目のオリジナル・アルバム。2000年9月27日にavex traxより発売。

## 概要
前作『LOVEppears』以来、約10か月ぶりのオリジナル・アルバム。17thシングル「SURREAL」と同時発売。全身豹柄のジャケットが大きく話題になった。
シングル「SURREAL」およびDVD「ayumi hamasaki concert tour 2000 A 第1幕」と同時発売され、オリコンでは3部門とも初登場同時1位となる、史上初の3冠達成となった。
14thシングル「vogue」のカップリング「ever free」は本作には収録されていない(後に配信限定アルバム『A THEME SONGS -Drama Edition-』で初収録)。
本作は第42回日本レコード大賞においてアルバム大賞、ベストアルバム賞を受賞した。

## 売上記録
初週で168.3万枚を売り上げ、累計枚数は約290万枚となり、2000年度年間ランキング2位を記録。オリジナルアルバムとしては自身最大のヒット作となっている。

## 批評
| 専門評論家によるレビュー | 専門評論家によるレビュー |
| レビュー・スコア         | レビュー・スコア         |
| 出典                     | 評価                     |
| ------------------------ | ------------------------ |
| CDジャーナル             | 肯定的                   |

CDジャーナルは、「サード・アルバム。繊細な詩と透明感のある歌声で2000年の“ayu”を綴る。発売前から話題となった前作『LOVEppears』を超える内容と、期待大だ。」と批評した。

## 収録曲
| 全作詞: ayumi hamasaki（#1は除く）。 |                              |                             |                           |                                |      |
| #                                    | タイトル                     | 作詞                        | 作曲                      | 編曲                           | 時間 |
| 1.                                   | 「starting over」            | ayumi hamasaki （#1は除く） | Ken Harada                | Ken Harada                     | 1:35 |
| 2.                                   | 「Duty」                     | ayumi hamasaki （#1は除く） | Ken Harada                | Naoto Suzuki、Ken Harada       | 5:13 |
| 3.                                   | 「vogue」                    | ayumi hamasaki （#1は除く） | Kazuhito Kikuchi          | Naoto Suzuki、Kazuhito Kikuchi | 4:27 |
| 4.                                   | 「End of the World」         | ayumi hamasaki （#1は除く） | Yasuhiko Hoshino          | Naoto Suzuki                   | 4:39 |
| 5.                                   | 「SCAR」                     | ayumi hamasaki （#1は除く） | Kunio Tago                | Naoto Suzuki                   | 4:16 |
| 6.                                   | 「Far away」                 | ayumi hamasaki （#1は除く） | Kazuhito Kikuchi、D・A・I | HΛL                            | 5:33 |
| 7.                                   | 「SURREAL」                  | ayumi hamasaki （#1は除く） | Kazuhito Kikuchi          | HΛL                            | 4:41 |
| 8.                                   | 「AUDIENCE」                 | ayumi hamasaki （#1は除く） | D・A・I                   | HΛL                            | 4:05 |
| 9.                                   | 「SEASONS」                  | ayumi hamasaki （#1は除く） | D・A・I                   | Naoto Suzuki                   | 4:24 |
| 10.                                  | 「teddy bear」               | ayumi hamasaki （#1は除く） | D・A・I                   | Shingo Kobayashi               | 4:17 |
| 11.                                  | 「Key 〜eternal tie ver.〜」 | ayumi hamasaki （#1は除く） | Kunio Tago                | Naoto Suzuki                   | 3:19 |
| 12.                                  | 「girlish」                  | ayumi hamasaki （#1は除く） | Yasuhiko Hoshino          | Shingo Kobayashi               | 4:58 |
| 合計時間:                            | 合計時間:                    | 合計時間:                   | 合計時間:                 | 51:27                          |      |

## 楽曲解説
1. starting over
インストゥルメンタル曲。
この曲が終ると同時に次の「Duty」が流れる。
2. Duty
本作のリード曲。
3. vogue
14thシングル。
4. End of the World
5. SCAR
6. Far away
15thシングル。
7. SURREAL
17thシングル。
8. AUDIENCE
後に18thシングルとしてシングルカット。
シングルとは若干異なるミックスで収録。
9. SEASONS
16thシングル。
10. teddy bear
11. Key 〜eternal tie ver.〜
12. girlish
ブックレットに歌詞が記載されていない。

## タイアップ
※ シングル曲のタイアップについては、各項目を参照。以下は全て、本人出演によるもの。
Duty
たかの友梨ビューティクリニックCMソング
End of the World
ツーカーCMソング

## その他の収録アルバム (シングル曲除く)
- SCAR
  - 『RAINY SEASON SELECTION』
- teddy bear
  - 『WINTER BALLAD SELECTION』
- Key 〜eternal tie ver.〜
  - 『A BALLADS』

## 収録ライブ映像 (シングル曲除く)
- starting over
  - 『ayumi hamasaki countdown live 2000-2001 A』
  - 『ayumi hamasaki COUNTDOWN LIVE 2007-2008 Anniversary』
  - 『ayumi hamasaki COUNTDOWN LIVE 2019-2020 〜Promised Land〜 A』
  - 『ayumi hamasaki 25th Anniversary LIVE』(メドレー)
- Duty
  - 『ayumi hamasaki countdown live 2000-2001 A』
  - 『ayumi hamasaki DOME TOUR 2001 A』
  - 『ayumi hamasaki COUNTDOWN LIVE 2004-2005 A』
  - 『ayumi hamasaki COUNTDOWN LIVE 2010-2011 A 〜do it again〜』
  - 『ayumi hamasaki COUNTDOWN LIVE 2014-2015 A Cirque de Minuit 〜真夜中のサーカス〜』
  - 『ayumi hamasaki ARENA TOUR 2015 A Cirque de Minuit 〜真夜中のサーカス〜 The FINAL』
  - 『ayumi hamasaki 21st anniversary -POWER of A^3-』
- End of the World
  - 『ayumi hamasaki countdown live 2000-2001 A』
  - 『ayumi hamasaki PREMIUM COUNTDOWN LIVE 2008-2009 A』
- SCAR
  - 『ayumi hamasaki PREMIUM COUNTDOWN LIVE 2008-2009 A』
  - 『ayumi hamasaki ASIA TOUR 〜24th Anniversary special@PIA ARENA MM〜』
- teddy bear
  - 『ayumi hamasaki countdown live 2000-2001 A』
  - 『ayumi hamasaki ARENA TOUR 2003-2004 A』
  - 『ayumi hamasaki COUNTDOWN LIVE 2009-2010 A 〜Future Classics〜』
  - 『ayumi hamasaki 15th Anniversary TOUR 〜A BEST LIVE〜』
  - 『ayumi hamasaki ARENA TOUR 2015 A Cirque de Minuit 〜真夜中のサーカス〜 The FINAL』
  - 『TA LIMITED LIVE TOUR 2016』(ayumi hamasaki UNRELEASED LIVE BOX A)
- Key 〜eternal tie ver.〜
  - 『ayumi hamasaki countdown live 2000-2001 A』
  - 『ayumi hamasaki COUNTDOWN LIVE 2004-2005 A』
    - 『ayumi hamasaki BEST LIVE BOX A』(A BALLADS TRACK LIST LIVE)

  - 『ayumi hamasaki COUNTDOWN LIVE 2022-2023 A ～Remember you～』(Orchestra Version) (ayumi hamasaki 25th Anniversary LIVE)
  - 『TA LIMITED LIVE TOUR 2016』(ayumi hamasaki UNRELEASED LIVE BOX A)
- girlish
  - 『ayumi hamasaki countdown live 2000-2001 A』